# 2009년 한국프로야구 올스타전
2009년 대한민국 프로 야구 올스타전은 2009년 7월 25일에 개최된 한국 프로야구의 올스타전 시합이다. 광주무등경기장 야구장에서 열렸으며, 이 곳에서 올스타전이 벌어지는 것은 1998년 이래 11년 만이었다. 동군 감독은 김성근, 서군 감독은 김인식이며, 2009년 5월 28일부터 7월 12일까지 올스타전에 출전 할 선수 10명을 선발하는 BEST10 인기투표가 진행되었다. 나머지 12명은 각 군의 감독이 추천한 선수 가운데 선발하여 최종적으로 7월 17일에 공식적으로 선발 자료가 공개되었다. 각 팀당 22명, 총 44명의 선수들이 올스타전에 출전하게 되었다.
특히 이 대회는 MVP 부상으로 승용차를 지급하기로 하였는데, 이는 마지막으로 광주 무등 야구장에서 올스타전이 개최되었던 1998년 이래 11년 만이다. MVP 부상으로 승용차를 지급하는 관습은 프로야구 원년인 1982년의 올스타전부터 꾸준히 유지되어 왔으나, 1999년 올스타전부터는 현금으로 대체되었었다. 부상 승용차로는 기아자동차의 하이브리드형 차량인 포르테 하이브리드가 지급되었다. 무엇보다도 올스타전이 개최되는 광주는 KIA 타이거즈의 연고지이자, 기아자동차 광주공장이 소재한 도시이기도 하였다. MVP에 해당하는 미스터올스타상은 역대 올스타전 최연소 신기록을 수립한 안치홍이 수상하였는데, 고졸 신인이 최초로 올스타전에 선발출전한 것은 물론, 최연소로 MVP로 선정되는 영예를 안기도 하였다.
2009년부터 동군, 서군 명칭이 이스턴 리그, 웨스턴 리그로 바뀌었다.

## 출장 선수
올스타전에 출전하는 선수는 다음과 같으며, 이 가운데 굵은 글씨로 표시된 선수는 팬 투표에 의해 선정된 선수이며, 나머지 선수는 모두 감독 추천에 의해 선발된 선수들이다.
| 이스턴 리그 | 이스턴 리그  | 이스턴 리그    | 이스턴 리그                          | 웨스턴 리그 | 웨스턴 리그      | 웨스턴 리그      | 웨스턴 리그                 |
| ----------- | ------------ | -------------- | ------------------------------------ | ----------- | ---------------- | ---------------- | --------------------------- |
| 감독        | 김성근(SK)   | 김성근(SK)     | 김성근(SK)                           | 감독        | 김인식(한화)     | 김인식(한화)     | 김인식(한화)                |
| 코치        | 김경문(두산) | 로이스터(롯데) | 선동열(삼성)                         | 코치        | 조범현(KIA)      | 김시진(히어로즈) | 김재박(LG)                  |
| 투수        | 김광현(SK)   | 송은범(SK)     | 고효준(SK)                           | 투수        | 윤석민(KIA)      | 류현진(한화)     | 양훈(한화)                  |
| 투수        | 임태훈(두산) | 홍상삼(두산)   | 송승준(롯데)                         | 투수        | 유동훈(KIA)      | 양현종(KIA)      | 로페즈(KIA)                 |
| 투수        | 정현욱(삼성) |                |                                      | 투수        | 이현승(히어로즈) | 봉중근(LG)       |                             |
| 포수        | 최승환(두산) | 채상병(삼성)   |                                      | 포수        | 김상훈(KIA)      | 조인성(LG)       |                             |
| 1루수       | 김주찬(롯데) | 김주찬(롯데)   | 김동주(두산) 신명철(삼성) 나주환(SK) | 1루수       | 최희섭(KIA)      | 최희섭(KIA)      | 황재균(히어로즈) 박경수(LG) |
| 2루수       | 조성환(롯데) | 조성환(롯데)   | 김동주(두산) 신명철(삼성) 나주환(SK) | 2루수       | 안치홍(KIA)      | 안치홍(KIA)      | 황재균(히어로즈) 박경수(LG) |
| 3루수       | 이대호(롯데) | 이대호(롯데)   | 김동주(두산) 신명철(삼성) 나주환(SK) | 3루수       | 이범호(한화)     | 이범호(한화)     | 황재균(히어로즈) 박경수(LG) |
| 유격수      | 박기혁(롯데) | 박기혁(롯데)   | 김동주(두산) 신명철(삼성) 나주환(SK) | 유격수      | 이현곤(KIA)      | 이현곤(KIA)      | 황재균(히어로즈) 박경수(LG) |
| 외야수      | 김현수(두산) | 이종욱(두산)   | 가르시아(롯데)                       | 외야수      | 이진영(LG)       | 이택근(히어로즈) | 이종범(KIA)                 |
| 외야수      | 박재상(SK)   | 강봉규(삼성)   |                                      | 외야수      | 강동우(한화)     | 박용택(LG)       |                             |
| 지명        | 홍성흔(롯데) | 홍성흔(롯데)   | 홍성흔(롯데)                         | 지명        | 브룸바(히어로즈) | 브룸바(히어로즈) | 브룸바(히어로즈)            |

한편, 당초 감독 추천을 통해 올스타전의 서군 선수로 선정된 KIA 타이거즈의 구톰슨은 부친 간병 차 미국으로 출국하여 올스타전에 불참하게 되었다. 대체 선수로는 KIA 타이거즈의 유동훈이 선정되었다. 또한 이번 올스타전부터 추가 선발 선수를 1명에서 2명으로 조정하게 되면서 당초 감독 추천 명단에는 없었던 KIA 타이거즈 양현종을 추가 선발하였다. 역시 마찬가지로 감독 추천을 통해 올스타전의 동군 선수로 선정된 SK 와이번스의 정상호는 올스타전을 앞두고 부상을 입게되어 출전이 불가능하게 되자, 이를 대신하여 삼성 라이온즈의 채상병과 두산 베어스의 최승환이 대체 선수로 선정되었다.
그리고 팬 투표에 의해 동군 올스타로 선정된 롯데 자이언츠의 강민호가 팔꿈치 부상으로 인해 올스타전에 출장하지 못하게 되었다. 대체 선수로 SK 와이번스의 나주환이 선정되었다.

## 올스타전 유니폼
올스타전을 앞둔 7월 20일 올스타의 유니폼이 올스타전 관련 상품 제작업체인 '스포팅21'에 의해 공식적으로 공개되었다. 올스타 유니폼은 2007년 이래 2번째로 제작되었으며, 서군은 흰색 바탕에 붉은색 무늬, 동군은 붉은색 바탕에 흰색 무늬로 이루어져 있는 것이 특징이다.
올스타전 대회에서는 홈런 레이스 예선전때 이 유니폼을 잠시 착용했으며, 실제 올스타전 시합과 그외 대부분의 이벤트에서는 각자 소속되어 있는 팀 고유의 유니폼을 착용하였다.

## 홈런 레이스
올스타전과 함께 치러지는 올스타 홈런 레이스는 1993년부터 시작되었으며, 2009년 올스타전 이전까지 양준혁이 초대 우승을 포함해 통산 3차례 우승으로 홈런 레이스의 최다 우승기록을 보유하고 있었다. 2009년 7월 23일, KBO는 2009년 프로 야구 올스타전에 참가할 선수 8명을 최종 확정하였다. 이범호(한화), 이대호(롯데), 김현수(두산), 김동주(두산), 최희섭(KIA), 황재균(히어로즈), 박용택(LG), 강봉규(삼성)이며, 이 가운데 김동주는 2003년에, 박용택은 2004년에 각각 우승 한 적이 있다.
홈런 레이스가 시작하기 직전 당초 홈런 레이스에 참가하기로 했던 김동주는 어깨 통증으로 불참하여 총 7명의 선수만이 참가하게 되었다. 올스타전 본 경기가 열리기 전에 치러진 예선에서는 이대호가 6개, 최희섭이 3개를 기록하면서 결승에 진출하였고, 5회말 경기가 끝난 이후의 클리닝 타임에서 결승전이 치러져 이대호가 5개의 홈런을 기록하면서 1개의 홈런에 그친 최희섭을 제치고 처음으로 우승을 차지하였다. 롯데 자이언츠 선수가 홈런 레이스에서 우승 한 것은 1995년 마해영에 이어 14년 만이었으며 특히 결승전에서 이대호와 최희섭이 기록한 홈런은 모두 장외홈런이었는데, 이 가운데 이대호가 친 마지막 홈런은 비거리가 135m로 측정되면서 최대비거리상도 함께 받게 되었다. 이 날 이대호의 장외홈런으로 축하공연 차 찾은 천하무적 야구단의 멤버인 김창렬의 매니저 승합차의 유리창을 날아온 홈런볼이 깨뜨리는 해프닝이 벌어지기도 하였다.
| 선수 | 이대호 | 최희섭 | 이범호    | 박용택    | 황재균    | 김현수    | 강봉규    | 김동주    |
| ---- | ------ | ------ | --------- | --------- | --------- | --------- | --------- | --------- |
| 예선 | 6      | 3      | 2         | 2         | 1         | 1         | 0         | 기권      |
| 결선 | 5      | 1      | 예선 탈락 | 예선 탈락 | 예선 탈락 | 예선 탈락 | 예선 탈락 | 예선 탈락 |

## 마구마구 이벤트
실제 게임 뿐만 아니라 프로야구의 메인 스폰서로 있는 마구마구를 통한 선수들간의 게임 이벤트도 진행되었다. 먼저 각각 올스타 최다 투표로 뽑힌 김현수(동군)와 윤석민(서군)이 경기 시작 전 덕아웃에서 전광판을 통해 직접 마구마구 3이닝 매치를 갖기로 하였다. 또한 박재상(SK), 이종욱(두산), 김주찬(롯데)이 3회초에, 안치홍(KIA), 박경수(LG), 이택근(히어로즈)이 3회말 종료 이후에 온라인 야구 게임인 마구마구를 통해 온라인으로도 홈런 레이스 대결을 하였다.

## 타이거즈 레전드 올스타
11년만에 광주에서 열리는 올스타전을 기념해 KBO에서 타이거즈(해태/KIA) 레전드 올스타를 선정해 발표되었다.
- 투수: 선동열 (현 대한민국 야구 국가대표팀 감독)
- 포수: 장채근 (현 홍익대학교 야구부 감독)
- 1루수: 김성한 (전 한화 이글스 수석코치)
- 2루수: 홍현우 (전 KIA 타이거즈 선수)
- 3루수: 한대화 (전 KIA 타이거즈 수석코치)
- 유격수: 서정환 (전 KIA 타이거즈 감독)
- 외야수: 김종모 (전 한화 이글스 타격코치), 이순철 (전 KIA 타이거즈 수석코치), 김일권 (전 삼성 라이온즈 주루코치)
- 지명타자: 김봉연 (전 해태 타이거즈 선수)

## 시합 결과
| 팀                                                                                              | 1 | 2 | 3 | 4 | 5 | 6 | 7 | 8 | 9 | R | H  | E |
| 동군 올스타                                                                                     | 0 | 0 | 0 | 0 | 0 | 1 | 2 | 0 | 0 | 3 | 9  | 1 |
| 서군 올스타                                                                                     | 1 | 0 | 0 | 0 | 4 | 0 | 2 | 0 | X | 7 | 13 | 0 |
| 승리 투수: 윤석민 패전 투수: 김광현 홈런: 동군 – 최승환 (7회) 서군 – 안치홍 (5회), 황재균 (7회) |   |   |   |   |   |   |   |   |   |   |    |   |

- 시구자 : 김봉연 (1983년 한국시리즈 MVP / 음성 극동대학교 교수)

### 시상
- 광속구상 : 김광현 (동군, SK, 2회 152 km/h)[16]
- 탈삼진상 : 양훈 (서군, 한화, 팀내 유일 탈삼진)[16]
- 감투상 : 최승환 (동군, 두산)[17]
- 선구회상 : 이종범 (서군, KIA)[18]
- 우수타자상 : 신명철 (동군, 삼성, 2타수 2안타)[16][19]
- 우수투수상 : 윤석민 (서군, KIA, 승리투수, 2이닝 무실점)[16][20]
- 승리팀상 : 서군 올스타
- 승리감독상 : 김인식 (서군, 한화)[21]
- 미스터올스타상(MVP) : 안치홍 (서군, KIA)[16]

## TV·라디오 중계
2009년 대한민국 프로 야구 올스타전은 다음과 같은 방송사로부터 중계방송 되었다.

### TV 중계
- KBS N sports (주관 방송사)
- MBC ESPN
- SBS SPORTS
- SBS E!
- Xports

### 라디오 중계
- KNN
- KBS 2라디오